# Bandeira de Jacarezinho
A Bandeira do Município de Jacarezinho tem no centro de sua flâmula, o Brasão de Jacarezinho, com cores em azul, branco e preto. É a primeira e única bandeira oficial do município, não havendo outras edições. Sua criação se deu pela Lei Municipal n.º 505 de 6 de junho de 1969, onde foi adotado uma nova versão do Brasão Municipal para que pudesse ser inserido junto a criação da Bandeira Municipal.
A Bandeira Oficial, conforme o projeto de Lei foi apresentada ao Governo Municipal por Arcinoé Antonio Peixoto Batista, Heraldista na época da Enciclopédia Heráldica Municipalista, órgão responsável por criar e manter os símbolos municipais.

## Histórico
Durante os 70 anos da cidade não foi usada nenhuma bandeira que representasse o poderio municipal, apenas as Bandeiras da República e do estado do Paraná. Pela Lei Municipal n.º 167  é criado o então inexistente Brasão de Armas de Jacarezinho, que passou a ser usado em todos os documentos oficiais. Mesmo com a criação do brasão, Jacarezinho só teve sua bandeira oficial a partir da alteração do seu brasão oficial para que esse seja inserido no centro da bandeira criada pela Lei Municipal n.º 505, quando o município passou a usar a sua Bandeira oficial.

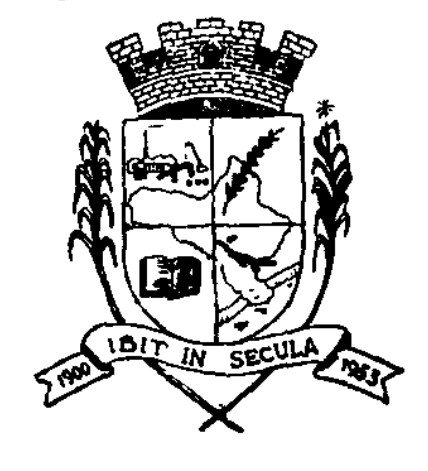
Primeiro Brasão do Município de Jacarezinho
Data de Criação 1953

### Lei Municipal n.º 167, 18 de dezembro de 1953
É criado o primeiro Brasão de Armas de Jacarezinho, sendo esse usado em todos os documentos oficiais do município.

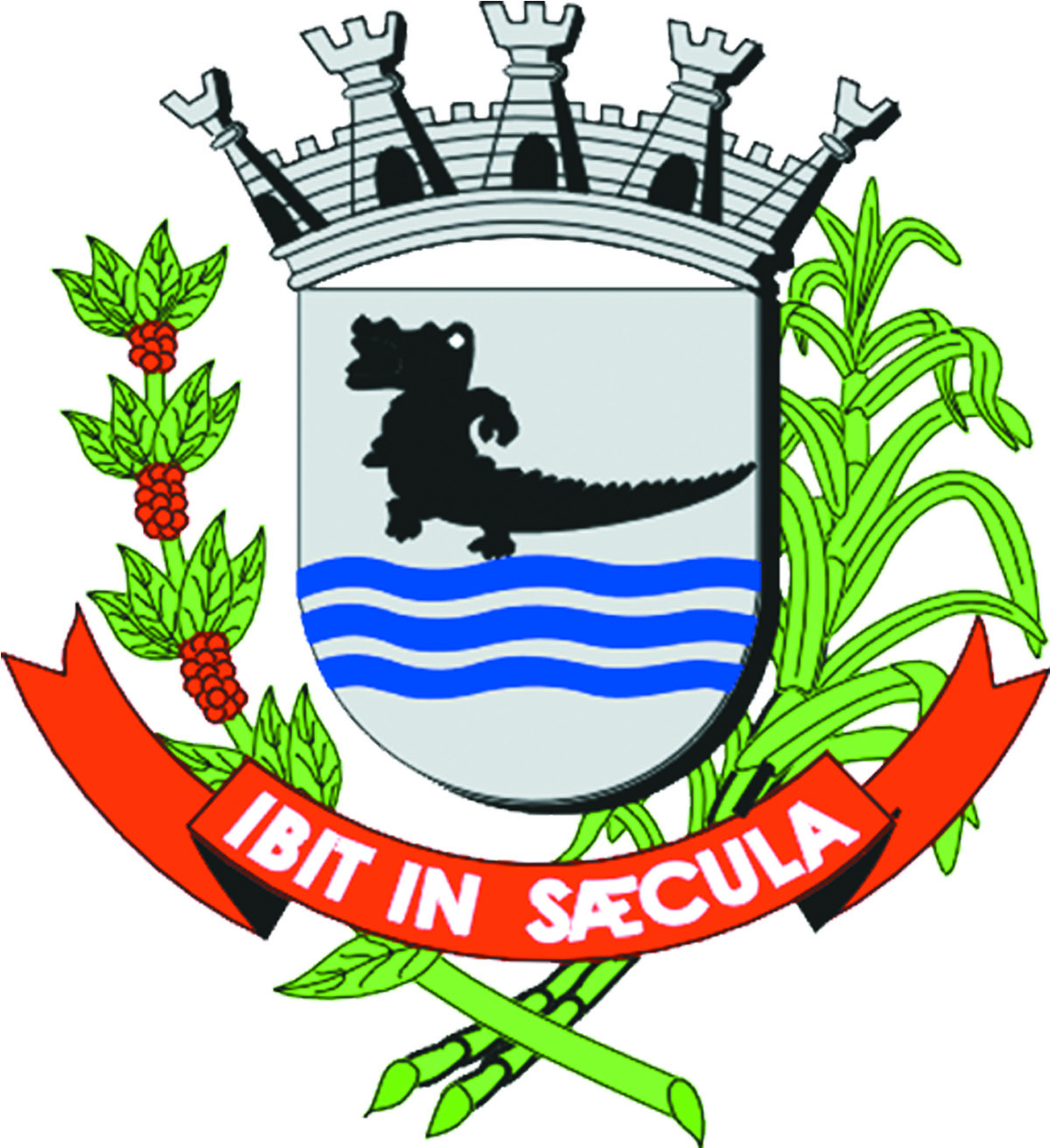
Segundo e Atual Brasão de Armas de Jacarezinho

### Lei Municipal n.º 505[1]
Criação da Bandeira Municipal de Jacarezinho com a modificação do Brasão de Armas de Jacarezinho, para que esse seja inserido no centro da recém-criada Bandeira do Município.